# Кросс, Анри
Анри Эдмон Кросс (фр. Henri Edmond Cross; 5 мая 1856, Дуэ — 16 мая 1910, Ле-Лаванду, Вар) — французский художник, один из крупнейших представителей неоимпрессионизма. Настоящее имя Анри Эдмон Делакруа (фр. Henri Edmond Delacroix). В 1881 году перевёл свою фамилию с французского на английский, чтобы не оказаться в тени художника Эжена Делакруа. Позже, в 1886 году, ещё раз сменил имя на «Анри Эдмон Кросс», чтобы отмежеваться от французского скульптора Анри Кросса.

## Жизнь и творчество
Анри Эдмон Делакруа родился в Дуэ, коммуна в департаменте Нор на севере Франции, 20 мая 1856 года. Его братья и сестры умерли. Его родителями были Альсид Делакруа (французского происхождения) и англичанка Фанни Вуллетт. 
Получил юридическое образование, после чего учился живописи в школе Ф. Бонвена. Ранние работы написаны Кроссом в реалистической манере, «тяжёлым» цветом, и лишь попав под влияние Моне и Сёра, он начал писать свои картины лёгкими, яркими красками.
После того, как Кросс в 1884 году вместе с Синьяком и Сёра основывает Салон Независимых, он принимает пуантилистскую манеру живописи (техника раздельного мазка-точки), однако свои маринистские произведения, обнажённую натуру и портреты выполняет большими, широкими мазками кисти. В 1890-е годы работает вместе с Синьяком, входит в группу неоимпрессионистов, знакомится с литераторами и критиками Феликсом Фенеоном, Андре Жидом и Эмилем Верхарном. Регулярно выставляется, до конца дней следует принципам пуантилизма. В 1904 году встречается с Анри Матиссом, переживает плодотворный завершающий период творчества, обращается к мифологическим мотивам. В поздних работах чувствуется итальянское влияние — более мягкий стиль и не столь систематизированная техника рисунка.

В связи с преимущественным использованием в работе «основных» красок, Кросс рассматривается также как предшественник фовистов. Друг Кросса Поль Синьяк восхищался его достижениями в области «цвета и синтеза форм». В 1892 году Синьяк переехал в близлежащий Сен-Тропе, где они часто устраивали встречи в саду Кросса, на которых присутствовали такие художники, как Анри Матисс, Андре Дерен и Альбер Марке.
Одинокий гений, одновременно и холодный методичный мыслитель и страстный взволнованный мечтатель. Поль Синьяк
В 2013 году на аукционах Sotbey’s были проданы четыре картины Анри Эдмона Кросса: «Провансальский пейзаж» (Paysage Provençal) — 87,5 тысяч долларов США; «Купальщицы» (Baigneuses) — 301, 25 тысяч фунтов стерлингов; «На берегу Сент-Клер» (La Plage De Saint-Clair) — 825,25 тысяч фунтов стерлингов; «Весенняя роза» (Printemps Rose) — 1,205 млн долларов США.

## Избранные полотна
- «Золотые острова» (1891—1892) Париж, музей современного искусства
- «Ферма, утро» (1893), Музей изобразительного искусства Нанси
- «Вечерняя песня» (1893—1894) Париж, музей Орсе
- «Венеция» (1903) Зальцбург, галерея Сали
- «Бухта Кавальер» (1906), Сен-Тропе, музей Аннонсиад.
- «Берег Прованса» (1906—1907) Дуайи, музей де ла Шартрёз
- «Перед штормом. Купающиеся» (1907—1908) частное собрание.

## Галерея
- Бухта Кавальер
- Сосны
- Закат над морем
- Антиб
- Золотой пляж
- Лодка
- Кипарисы
- Пейзаж
- Пихта в долине (тень на горе)
- Чёрный мыс